# 艾哈迈德·本·阿里体育场
艾哈迈德·本·阿里体育场（阿拉伯语：ملعب أحمد بن علي），又称赖扬体育场，是坐落于卡塔尔赖扬的多用途体育场，也是卡塔尔赖扬体育俱乐部的主场。

## 历史
体育场始建于2003年，最初的容量是21,282人。2015年，为主办2022年國際足協世界盃，体育场开始进行扩建拆除工程。拆除产生的90%的瓦砾得到回收再利用，用于体育场改建或是艺术设计工程。
全新的体育场将包含一块巨大的媒体墙用于投影，展示新闻、广告、体育赛果等信息。容纳量也扩展到40,740人，所有座位都有顶棚遮阳。扩建工程于2016年正式动工。
世界杯结束后，体育场将改建至容量21,000人的场地，继续作为赖扬体育俱乐部主场使用。2020年12月18日正值卡塔尔国庆节，体育场的扩建工程正式完成，举行竣工典礼。竣工后，体育场成为2020年國際足協世界冠軍球會盃的比赛场馆之一。